# Salmoperla
Salmoperla is een geslacht van steenvliegen uit de familie Perlodidae. De wetenschappelijke naam van het geslacht is voor het eerst geldig gepubliceerd in 1987 door Baumann & Lauck.

## Soorten
Salmoperla omvat de volgende soorten:
- Salmoperla sylvanica Baumann & Lauck, 1987